# Teruo Iwamoto
Teruo Iwamoto (født 2. maj 1972) er en japansk fodboldspiller.

## Japans fodboldlandshold
| Japans landshold | Japans landshold | Japans landshold |
| År               | Kmp              | Mål              |
| ---------------- | ---------------- | ---------------- |
| 1994             | 9                | 2                |
| Total            | 9                | 2                |